# ドナルドとコンドル親子
『ドナルドとコンドル親子』（ドナルドとコンドルおやこ、原題：Contrary Condor）は、ウォルト・ディズニー・プロダクション（現：ウォルト・ディズニー・カンパニー）が製作した1944年4月21日公開のアニメーション短編映画作品。ドナルドダック・シリーズの第51作である。

## 収録
- 『ドナルドダック・クロニクル Vol.2 限定保存版』（DVD、ブエナ・ビスタ・ホーム・エンターテイメント、新吹き替え版）
- 「ゆかいな仲間たちドナルドのにぎやかバースデー」